# St. Nikolaus (Pinkofen)

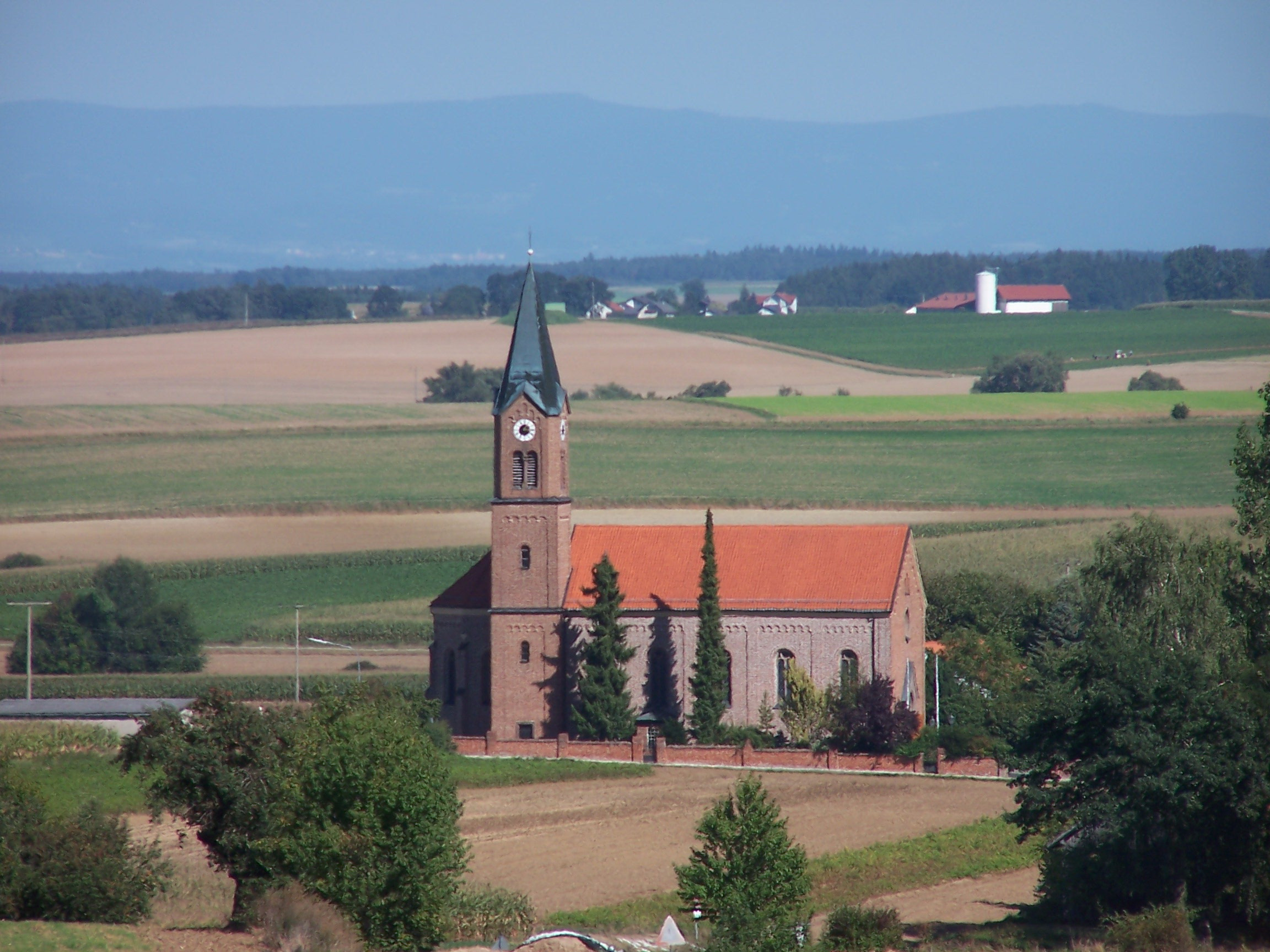
St. Nikolaus (Pinkofen)

Die römisch-katholische, denkmalgeschützte Pfarrkirche St. Nikolaus steht in Pinkofen, einem Gemeindeteil des Marktes Schierling im Landkreis Regensburg der Oberpfalz. Sie ist dem Bistum Regensburg zugeordnet. Das Bauwerk ist unter der Denkmalnummer D-3-75-182-3 als Baudenkmal in die Bayerische Denkmalliste eingetragen.

## Beschreibung
Die spätromanische Saalkirche aus Backsteinen, deren Außenraum mit Lisenen und Bogenfriesen gegliedert ist, wurde 1896 erbaut. Sie besteht aus einem Langhaus aus fünf Achsen, einem eingezogenen, dreiseitig geschlossenen Chor im Norden, der von Strebepfeilern gestützt wird, und einem Chorflankenturm an dessen Westwand, der mit einem Rhombendach bedeckt ist. Sein oberstes Geschoss beherbergt die Turmuhr und hinter den als Biforien gestalteten Klangarkaden den Glockenstuhl. In der Fassade im Süden befindet sich das Portal. 
Der Innenraum des Langhauses ist mit einer Kassettendecke überspannt, der des Chors mit einem Kreuzrippengewölbe. Die Kirchenausstattung wurde zum Teil vom Vorgängerbau übernommen. An der Nordwand des Chors befinden sich drei barocke Tafelbilder, auf denen Nikolaus von Myra, der Erzengel Michael und Johannes Nepomuk dargestellt sind.